# Variations symphoniques (Lutosławski)
Pour les articles homonymes, voir Variations symphoniques.
Les Variations symphoniques sont une œuvre de jeunesse écrite par Witold Lutosławski entre 1936 et 1938.
Elles comportent un thème de dix mesures, sept variations et un final. Sa durée d'exécution est d'environ dix minutes. Les variations sont essentiellement un travail sur la couleur orchestrale. On y retrouve l'influence d’Igor Stravinsky mais aussi celle de Karol Szymanowski, avouée par le jeune compositeur.
Elles ont été créées le 17 juin 1939 par l'orchestre radio symphonique polonais sous la direction de Grzegorz Fitelberg.